# 奥田助七郎
奥田 助七郎（おくだ すけしちろう、1873年（明治6年） - 1954年（昭和29年）9月8日）は、日本の土木技術者。1874年（明治7年）生まれの記述もみられる。名古屋港開港の功労者として評価される。

## 人物
1900年7月京都帝国大学理工科大学土木工学科卒業後、愛知県庁に入庁し、1900年（明治33年）8月（1904年（明治37年）とする記述もみられる）に愛知県土木技師となった。奥田は1906年（明治39年）9月28日、開港前だった名古屋港に報知新聞社主催による博覧会「ろせった丸」を入港させた。これは工事反対者を納得させる目的で、本来四日市港に寄港する予定の同船を呼び込んだものである。1920年（大正9年）には初代名古屋港務所長に就任し、名古屋港の発展に貢献した。貯木対策・人造石工法などの築港事業の研究にも努めたという。1940年（昭和15年）に退官し、『名古屋築港史』（1951年完成、1953年名古屋港管理組合出版）を執筆した。1954年（昭和29年）9月8日没。